# Sumurbanger
Sumurbanger is een bestuurslaag in het regentschap Batang van de provincie Midden-Java, Indonesië. Sumurbanger telt 2044 inwoners (volkstelling 2010).